# 農村経済学
農村経済学(のうそんけいざいがく, Rural economics）とは、農村（田舎）経済を対象とする経済学である。その分野は以下に渡る。
- 農園と非農園残業[1]
- 経済成長・農村開発・変化[2]
- 生産の規模と分布、家計規模、域内商売[3]
- 土地利用[4]
- 農村住宅[5]と非住宅についての需要と供給
- 農村への移住と過疎[6]
- ファイナンス[7]
- 開発・投資・規制・交通についての政策[8]
- 一般均衡と厚生分析（相互依存システムや、都市と農村の所得差など）[9]